# Sassenage
Sassenage é uma comuna francesa na região administrativa de Auvérnia-Ródano-Alpes, no departamento de Isère.

## Cidades irmãs
- Meßkirch, Alemanha[3]
- Sasso Marconi, Itália[3]